# Projeto Artichoke
O Projeto ARTICHOKE (também conhecido como Operação ARTICHOKE) foi um projeto da Agência Central de Inteligência (CIA) que pesquisava métodos de interrogatório.
Precedido pelo Projeto BLUEBIRD, o ARTICHOKE surgiu oficialmente em 20 de agosto de 1951 e era operado pelo Escritório de Inteligência Científica da CIA. O objetivo principal do Projeto ARTICHOKE era determinar se uma pessoa poderia ser involuntariamente obrigada a realizar um ato de tentativa de assassinato. O projeto também estudou hipnose, vício forçado de morfina (e subsequente abstinência forçada) e o uso de outros produtos químicos, incluindo LSD, para produzir amnésia e outros estados vulneráveis em indivíduos.
O Projeto ARTICHOKE levou ao Projeto MKUltra, que começou em 1953.

## O projeto
ARTICHOKE era um programa de controle mental que reunia informações junto às divisões de inteligência do Exército, Marinha, Força Aérea e FBI. Além disso, o escopo do projeto foi delineado em um memorando datado de janeiro de 1952 que perguntava: "Podemos obter o controle de um indivíduo a ponto de ele cumprir nossas ordens contra a sua vontade e até mesmo contra as leis fundamentais da natureza, como a autopreservação?".
O Projeto ARTICHOKE era o codinome secreto da Agência Central de Inteligência para a realização de experimentos internos e externos usando LSD, hipnose e isolamento total como formas de assédio fisiológico para interrogatórios especiais em seres humanos. No início, os agentes usavam cocaína, maconha, heroína, peiote e mescalina, mas cada vez mais viam o LSD como a droga mais promissora. Os sujeitos que deixaram este projeto estavam embaçados com amnésia, resultando em memórias erradas e vagas da experiência. Em 1952, o LSD era cada vez mais dado a agentes da CIA desconhecidos para determinar os efeitos da droga em pessoas inocentes. Um registro afirma que um agente foi mantido em LSD por 77 dias.
ARTICHOKE pesquisou o potencial da dengue e de outras doenças. Um memorando desclassificado do ARTICHOKE dizia: "Nem todos os vírus precisam ser letais [...] o objetivo inclui aqueles que agem como agentes incapacitantes de curto e longo prazo".
A CIA contestou qual departamento assumiria a operação. Finalmente, foi decidido que um agente da equipe de pesquisa da CIA, o ex-general-brigadeiro do Exército dos EUA Paul F. Gaynor, iria supervisioná-lo. A CIA buscava estabelecer controle sobre o que considerava os segmentos "mais fracos" e "menos inteligentes" da sociedade ou para potenciais agentes, desertores, refugiados, prisioneiros de guerra e outros. Um relatório da CIA afirma que, se a hipnose for bem-sucedida, podem ser criados assassinos para assassinar "um político proeminente [redigido] ou, se necessário, [um] funcionário americano". As operações no exterior ocorreram em locais na Europa, Japão, Sudeste Asiático e nas Filipinas. Equipes foram reunidas para gerenciar essas operações e foram instruídas a "conduzir experimentos operacionais nas bases no exterior utilizando alienígenas como sujeitos".